# Opera Maghiară din Cluj-Napoca

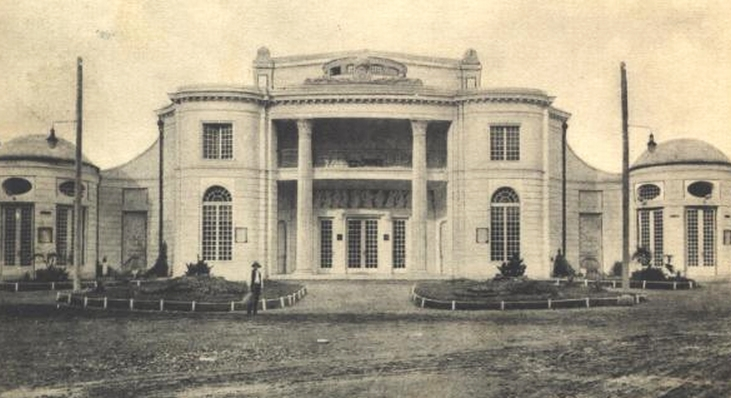
Clădirea teatrului de vară în timpul lui Jenő Janovics

Opera Maghiară de Stat din Cluj-Napoca (strada Emil Isac, nr. 26-28) este o companie națională de operă, înființată la 17 decembrie 1948.
Clădirea s-a construit între anii 1909-1910, în locul unui teatru de vară ce data din anul 1874. Ansamblul are o capacitate de 1000 de locuri. 

## Directori
- Mihály Eisikovits (1948-1949)
- József Kallós (1950-1951)
- Antal Rónai (1952-1956)
- Sándor Szinberger (1957-1973)
- Béla Hary (1973-1977)
- Ágnes Kriza (1977-1978)
- Zoltán Márki (1978-1981)
- István Sigmond (1981–1983)
- Sándor Csulak (1983–1984)
- Béla Hary (1984–1990)
- Gábor Simon (1990-2010)
- Gyula Szép (din 2010)